# Revaz Gabriadze
Revaz Gabriadzé, dit Rezo Gabriadzé (en géorgien : რევაზ გაბრიაძე ; en russe : Резо Леванович Габриадзе), né le 29 juin 1936 à Koutaïssi (Union soviétique) et mort le 6 juin 2021 à Tbilissi, est un artiste soviétique puis géorgien. Il est réalisateur de cinéma, dramaturge, écrivain, peintre et sculpteur et créateur d'un théâtre de marionnettes qui se produit dans les pays de l'ex-URSS, d'Europe et aux États-Unis.
À partir des années 1960, ses 35 films ont connu le succès dans l'espace soviétique, notamment Mimino ou Kin-dza-dza!.

## Biographie

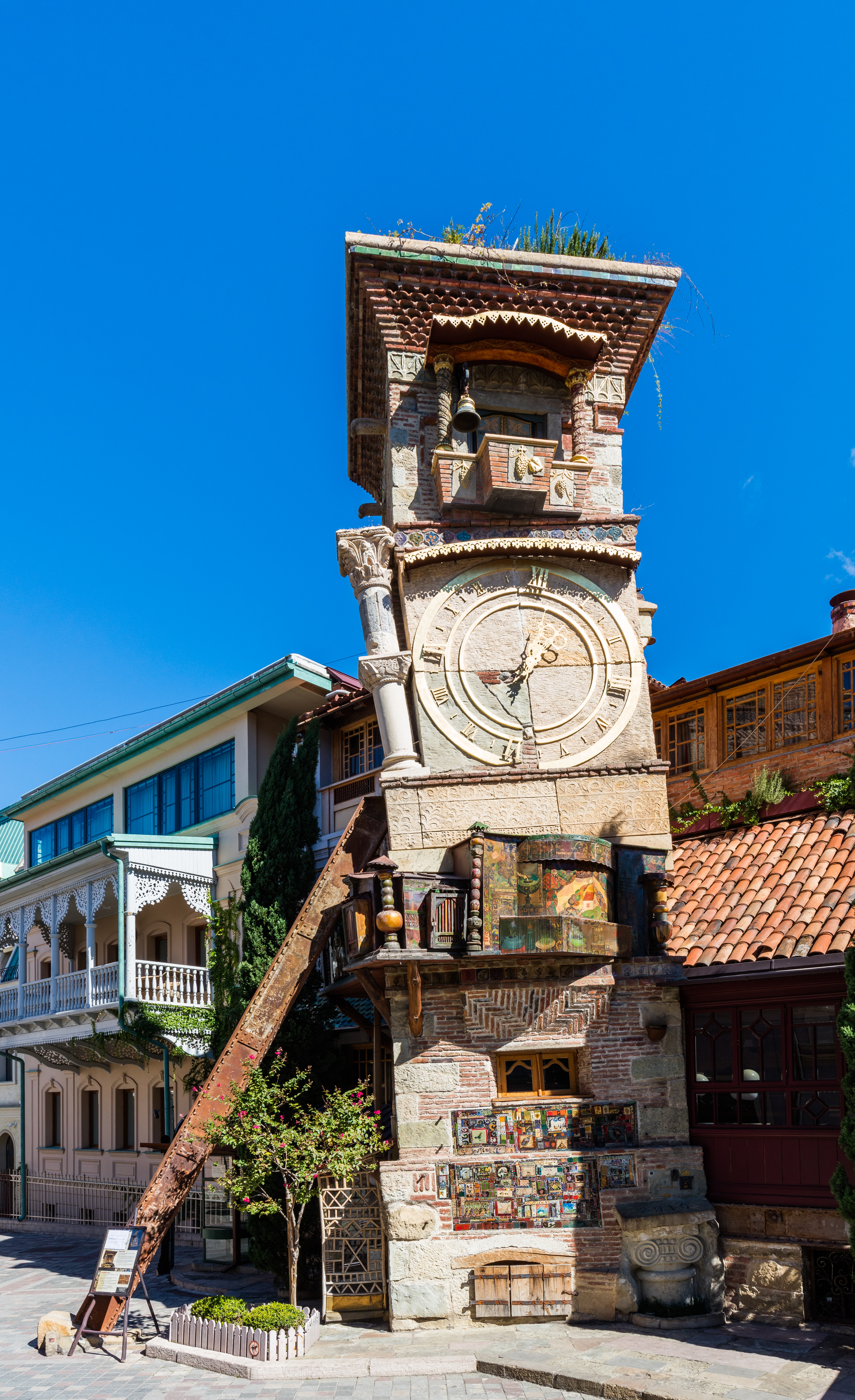
Théâtre de marionnettes à Tbilissi dédié à Rezo Gabriadze.

En 1981, Rezo Gabriadzé fonde un théâtre de marionnettes à Tbilissi, et y exerce comme auteur de pièces et créateur de costumes.
En 1989, il reçoit le Prix d'État de l'URSS pour le spectacle L'Automne de notre printemps (1985)
Dans les années 1990, il travaille en Suisse et en France, où il crée respectivement deux spectacles dramatiques : Quelle tristesse - la fin de l'allée à Lausanne et Koutaïssi à Paris.
En 1994, il crée Chants de la Volga, qui deviendra, en Géorgie, La Bataille de Stalingrad (Stalingrad - aujourd'hui Volgograd - étant sur la Volga), et qui est présenté à Dijon en 1996 et au Festival d'Avignon en 1997.
En 2004, il écrit et dirige la pièce Le Noël interdit, ou Le Docteur et le malade pour le ballet de Mikhaïl Barychnikov à New-York. La première a lieu à Minneapolis (elle est ensuite jouée au Lincoln Center et au festival Spoleto de Charleston).
En 2017, son spectacle de marionnettes est produit au Festival d'Avignon du 11 juillet au 17 juillet, et est ensuite à Paris,, Nice, Mulhouse et Lyon.
En 2018, il est programmé à Dunkerque les 13 mars et 14 mars, à Villeneuve-d'Ascq les 20 mars et 21 mars et à Villeneuve-Saint-Georges le 27 mars.
Le théâtre de Gabriadzé a été joué en première dans de nombreux pays : France (au festival d'Avignon), Grande-Bretagne, États-Unis (au festival de San Diego en 1988, au Kennedy Center à Washington, au Lincoln Center en 2002, au festival Spoletto de Charlestown), Écosse (au festival d'Édimbourg), Suisse, Allemagne, Italie, Autriche, Espagne, Norvège, Russie (à Moscou et Saint-Pétersbourg), Serbie (au festival BITEF de Belgrade), Corée-du-Sud (au festival de Séoul).
Basé sur ses nouvelles et ses dessins, un film d'animation biographique Rezo aussi connu sous le titre Maman, sais-tu où j'étais sort en 2018. Rezo est l'un des 32 longs métrages d'animation sélectionné pour les Oscars 2019.
Il meurt le 6 juin 2021 à Tbilissi. Il est inhumé au Panthéon de Mtatsminda.

## Spectacles de marionnettes
Les créations principales de Rezo Gabriadzé sont les suivantes : 
- 1982 : Le Maréchal de Fantie (en géorgien : მარშალ დე ფანტიეს ბრილიანტი), à Tbilissi,
- 1989 : La fille de l'empereur de Trébizonde (en géorgien : ტრაპიზონის იმპერატორის ქალიშვილი), à Tbilissi,
- 1996 : Stalingrad (en géorgien : სტალინგრადი, à Dijon,
- 2002 : L'automne de mon printemps (en géorgien : ჩემი გაზაფხულის შემოდგომა, à Lausanne,
- 2012 : Ramona, à Moscou.

## Filmographie
scénariste
- 1968 : L'Exposition extraordinaire de Eldar Chenguelaia
- 1969 : Ne sois pas triste de Gueorgui Danielia
- 1977 : Mimino de Gueorgui Danielia
- 1986 : Kin-dza-dza! de Gueorgui Danielia
- 1990 : Pasport de Gueorgui Danielia
- 2013 : Ku! Kin-dza-dza de Gueorgui Danielia
- 2018 : Rezo (Maman, sais-tu où j'étais), film d'animation de Levan Gabriadze

directeur artistique
- 2018 : Rezo (Maman, sais-tu où j'étais)

## Récompenses
- prix Roustaveli (Géorgie)
- prix d'État de l'URSS (1989), pour le spectacle L'Automne de notre printemps
- Nika du meilleur scénario pour le film Pasport (1992)
- Triumph (1996)
- Masque d'or (2017)
- Prix Arts et Lettres de France

## Filmographie
Réalisateur
- 1975 : Le Roman de Caucase (Kavkazkij romans)
- 1977 : Les Conquérants de la montagne (Pokoriteli gor), 19 min
- 1977 : Le Gâteau au citron (Limonnyj tort), 17 min

Scénariste
- 1968 : Serenada de Qarltos Khotivari
- 1968 : L'Exposition extraordinaire (Neobyknovennaja vystavka) d'Eldar Chenguelaia
- 1969 : Ne sois pas triste (Ne gorjuj !) de Gueorgui Danielia
- 1970 : Feola, Mjach, Perchatka i kapitan
- 1971 : Le Broc (Kuvshin)
- 1972 : Le Pierres blanches (Belye kamni)
- 1973 : Les hurluberlus (Chudaki) d'Eldar Chenguelaia
- 1974 : La Source près du chemin (Rodnik u dorogi) de Temur Palavandishvili
- 1974 : Le Pari (Pari) de Ramaz Sharabidze, 26 minutes
- 1975 : La Valse de Mtatsminda (Vals na Mtacminde) de Baadur Tsuladze, 15 minutes
- 1975 : Lestnica, Subbotnij vecher, Stranstvujushcjie rycari
- 1976 : Sjuita, Termometr,
- 1976 : Trois roubles (Tri rublja) de Ramaz Sharabidze, 21 minutes
- 1977 : Le Papillon (Babochka) de Ninel Nenova et Geno Tsulaia, 10 minutes
- 1977 : Mimino de Gueorgui Danielia
- 1977 : L'Incendie, l'amour et Pompiero (Pozhar, ljubov i pompiero)
- 1977 : Les Conquérants de la montagne (Pokoriteli gor), 19 minutes
- 1977 : Le Gâteau au citron (Limonnyj tort), 17 minutes
- 1978 : Trois fiancés (Tri zhenixa) de Rezo Charkhalashvili, 18 minutes
- 1979 : Dumas au Caucase (Diuma na Kavkaze) de Hasan Khazhkasimov
- 1980 : Bonne chance (Udacha) de Baadur Tsuladze
- 1984 : Le Football de notre enfance (Futbol nashego detstva) d'Aleksei Gabrilovitch
- 1986 : Kin-dza-dza! de Gueorgui Danielia
- 1990 : Pasport de Gueorgui Danielia
- 2017 : Rezo (ჰარი ჰარალე დედაო en géorgien, Hari Haralé Dedao), cinéma d'animation[12]